# رهنمود شماره ۳۰ پیشوا
رهنمود شماره ۳۰ پیشوا (به آلمانی: Weisung Nr. 30) رهنمودی صادره از سوی آدولف هیتلر رهبر رایش آلمان در جنگ جهانی دوم بود. این فرمان دستور حمایت آلمان از ملی گرایان عرب عراق را که در حال نبرد با بریتانیا بودند صادر کرد.

## بررسی و پیش زمینه
رهنمود شماره ۳۰ پیشوا مربوط به دخالت آلمان در حمایت از ملی گرایان عرب در پادشاهی عراق بود. در دهه ۱۹۳۰، نمایندگان رایش آلمان و ایتالیا تلاش کردند علاقه ملی گرایان عرب را جلب کنند و به آنان در برابر بریتانیا قول حمایت دادند. درد ۱ آوریل ۱۹۴۱ رشید عالی کیلانی و اعضای مربع طلایی، حامی متحدین، کودتایی علیه دولت امیر عبدالله مورد حمایت بریتانیا را انجام دادند. در ۲ مه پس از تشدید تنشها بریتانیا علیه قوای عراقی دست به حمله هوایی زد و جنگ عراق-انگلستان شروع شد. رشید عالی فوراً از آلمان تقاضای کمک کرد.

## متن رهنمود
در ۲۳ مه هیتلر در رهنمودی گفت:
۱. جنبش آزادیخواهی عرب متحد طبیعی ما علیه انگلستان در خاورمیانه‌است. در این خصوص خیزش عراق اهمیت ویژه دارد. قوای متخاصم با انگلستان را در خاورمیانه ورای مرزهای عراق تحکیم می‌کند، و قوای انگلیسی را از دیگر عرصه‌ها به خود معطوف کرده ارتباطات آنها را مختل می‌سازد.
فرمانده کل قوای مسلح
امضا:ادولف هیتلر